# Municipio de Vani
El Municipio de Vani (en georgiano:ვანის მუნიციპალიტეტი) es un raión de Georgia, en la región de Imericia. La capital es la ciudad de Vani. La superficie total es de 557km² y su población es de 22.790 habitantes (2018). Una de las principales actividades económicas del distrito es el turismo, destacando particularmente los antiguos asentamientos de Vani.
- Datos: Q893220
- Multimedia: Vani Municipality / Q893220